# 時水

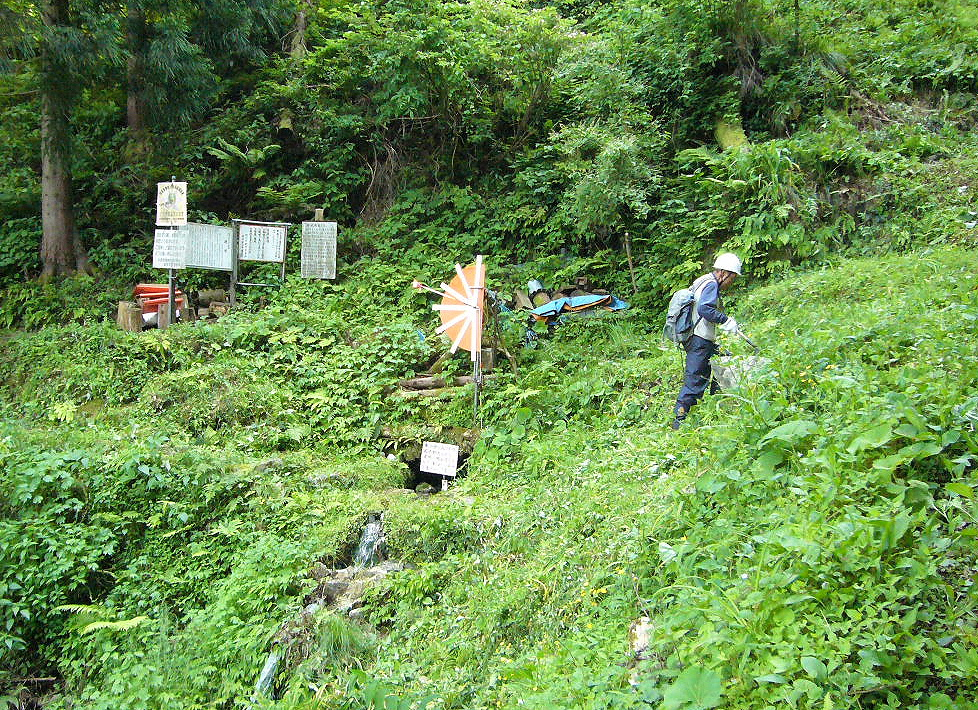
時水

時水（ときみず）とは、福井県越前市味真野（あじまの）の山中にある間歇冷泉。蓑脇の時水（みのわきのときみず）とも呼ばれる。

## 概説
古来、山仕事をする人たちの間で、湧き出る水が谷を流れ下る音が3回聞こえるとお昼になると言われ、時水と呼ばれてきた。1992年、福井県の文化財（記念物・名勝）に指定されている。「残したい日本の音風景100選」に選ばれた。
味真野地区の蓑脇町大平山（標高611m）の北斜面中腹、標高350m付近の小さな谷の中に湧く。湧き出しの有無が麓の里からも遠望できるよう、大きな時計のような装置が設置されている。谷奥に石灰岩の露出があり、石灰岩中の小空洞に地下水が一定量溜まると、サイフォンの原理によって間隔を置いて流出すると考えられている。
時水を守る会の川上一馬による長年の観測によれば、常時は毎秒1ℓに満たない水が岩間の小穴から流れ出ているが、徐々に流量が増え始める。湧き出し開始から約8分後に最大流量に達するが、回ごとに流量が毎秒4ℓから7ℓ程度まで変わり、湧水量はおよそ4,000ℓ。まれに毎秒10ℓを越える。その後は次第に流量を減じ、約30分でもとに戻る。間隔は不規則で、最短約20分から数時間、最大8時間の例があるという。 湧き出しのたびの湧水量は約4,000ℓで回数は1日に8回から25回ほど、平均18回前後（2017年時点）。
雨の多い時期には湧出の間隔が短く、少ない時期には長くなる傾向がある。
なお間歇泉（狭義）は熱水あるいはガスを多量に含んだ温水が突沸的に湧く型のものを、間歇冷泉はサイフォン構造によって地下水が湧くものを呼び、両者は湧出のメカニズムが全く異なる。間歇冷泉は国内に他に岡山県新見市の潮滝、広島県庄原市の弘法の一杯水、福岡県北九州市の満干の潮、熊本県球磨村の息の水の4ヶ所があるが、弘法の一杯水は1972年の豪雨以後、間歇性を失っている。